# 아르헨티나 5월 혁명
5월 혁명(스페인어: Revolución de Mayo)은 1810년 5월 18일부터 5월 25일까지 리오데라플라타 부왕령의 수도인 부에노스아이레스에서 일어난 사건이다. 스페인 제국의 식민지 리오데라플라타 부왕령에는 현재의 아르헨티나, 볼리비아, 파라과이, 우루과이와 일부 브라질의 영토가 포함되어 있었다. 사건의 결과로 발타사르 이달고 데 시스네로스(Baltasar Hidalgo de Cisneros) 총독이 제거되고 1차 의회(Primera Junta)가 반군을 맡게 되었다.